# Георгий (Войтович)
Епископ Георгий (в миру Юрий Феодосьевич Войтович; 24 сентября 1964, Пинск, Брестская область, Белорусская ССР, СССР) — архиерей Белорусской православной церкви, епископ Пинский и Лунинецкий.
Тезоименитство — 7 (20) апреля (память преподобного Георгия, митрополита Митиленского).

## Биография
Родился 24 сентября 1964 год в Пинске Брестской области в семье рабочих. Крещён в младенчестве.
В 1981 году окончил среднюю школу № 10 города Пинска; в 1982 году — ПТУ-88 города Пинска. В 1982—1983 годы проходил службу в Вооружённых силах СССР, по окончании работал в районном узле связи г. Пинска, позже — художником-оформителем в Стройтресте № 2 города Пинска.
С 1984 года нёс клиросное послушание при храме равноапостольных Кирилла и Мефодия в деревне Погост-Загородский Пинского района, а с июля 1986 года — при соборе великомученицы Варвары города Пинска.
28 декабря 1986 года по представлению благочинного Пинского округа митрополитом Минским и Белорусским Филаретом (Вахромеевым) рукоположен в сан диакона к храму Воздвижения Креста Господня города Лунинца. 29 августа 1987 года назначен в клир Свято-Троицкого храма в деревне Бездеж Дрогичинского района, 24 марта 1988 года — в клир храма Преображения Господня городского посёлка Логишин Пинского района.
13 мая 1990 года епископом Пинским и Лунинецким Стефаном (Корзуном) рукоположен в сан иерея и назначен на должность настоятеля прихода храма Вознесения Господня в деревне Молодово Ивановского района Брестской области.
В 1990—1994 годы проходил обучение в Минской духовной семинарии.
22 ноября 1991 года назначен экономом Пинского епархиального управления.
20 марта 1992 года епископом Пинским Стефаном пострижен в мантию с именем Георгий в честь преподобного Георгия, митрополита Митиленского.
С 1993 года — священник Варваринского женского монастыря города Пинска.
В 1996—2000 годы обучался в Московской духовной академии.
9 марта 1999 года возведён в сан игумена, 26 сентября 2004 года — в сан архимандрита.
26 мая 2022 года Синод Белорусского Экзархата постановил представить архимандрита Георгия (Войтовича) Патриарху Московскому и всея Руси Кириллу и Священному Синоду Русской Православной Церкви к избранию для рукоположения в епископский сан.

### Архиерейство
27 мая 2022 года решением Священного Синода Русской православной церкви избран епископом Пинским и Лунинецким.
1 июня 2022 года в Тронном зале Храма Христа Спасителя в Москве наречен во епископа.
2 июня 2022 года за Литургией в храме «Большое Вознесение» города Москвы хиротонисан во епископа. Хиротонию совершили: Патриарх Кирилл, митрополит Крутицкий и Коломенский Павел (Пономарёв), митрополит Минский и Заславский Вениамин (Тупеко), митрополит Воскресенский Дионисий (Порубай), архиепископ Гродненский и Волковысский Антоний (Доронин), епископ Бобруйский и Быховский Серафим (Белоножко), епископ Полоцкий и Глубокский Игнатий (Лукович).

## Награды
- Орден святителя Кирилла Туровского II степени (2024, Белорусская православная церковь)[6]